# 高尚荫
高尚荫（1909年3月3日—1989年4月24日），男，浙江嘉善人，中国病毒学家。

## 生平
高尚荫出身在一个书香世家。1916年，高尚荫进入陶庄学校接受启蒙教育。1926年，高尚荫考入位于苏州的东吴大学，在昆虫学家胡经甫教授指导下研习生物学。1930年，高尚荫毕业于东吴大学，获理学学士学位，并于同年获美国佛罗里达州罗林斯学院奖学金，赴美念书。1931年，高尚荫获罗林斯学院文学学士学位，同年秋进入美国耶鲁大学继续深造。1933年，高尚荫获洛克菲勒基金会奖学金，师从著名原生动物学家L.L.Woodruff教授。1935年，获耶鲁大学博士学位，并于2月前往英国伦敦大学从事科学研究工作，同年8月返回中国，被聘为武汉大学教授。1937年高尚荫与刘年翠成婚。刘年翠亦是高尚荫从事科学和教育事业的得力助手。1943年，高尚荫再次赴美，在洛克菲勒医学研究所任客座研究员，在诺贝尔奖获得者、著名病毒学家W.M.斯坦利（stanley）教授实验室中从事病毒学研究并于1947年回国继续在武汉大学工作。1949年，任武汉大学生物系主任。1956年，被评一级教授并加入中国共产党。之后高尚荫历任武汉大学教务长、理学院副院长、副校长，并先后兼任中国科学院武汉分院副院长、中南微生物研究所所长、武汉病毒研究所所长和名誉所长。1980年，高尚荫当选为中国科学院学部委员（院士）。1981年，高尚荫被美国劳林斯大学授予荣誉科学博士学位。1989年4月22日，高尚荫去世。
高尚荫对烟草花叶病毒、流感病毒、新城鸡瘟病毒、家蚕脓病毒、根瘤菌噬菌体、猪喘气病原物及昆虫多角体、颗粒体病毒等的性质及应用进行了研究，通过对烟草花叶病毒的分析研究，证实了病毒性质的稳定性。高尚荫在国际上首创将流感病毒培养于鸭胚尿囊液中，创立了昆虫病毒单层培养法，这使病毒的实验室培育成为可能，受到国际学术界极大的赞誉。该方法亦在家蚕的卵巢、睾丸、肌肉、气管、食道等组织培养中应用成功，对开展昆虫病毒的物理、化学、生物学研究提供了保障，为生物防治提供科学依据做出了很大贡献。此外高尚荫还创办了中国最早的病毒学实验室（1947年）、微生物专业（1955年）和病毒学专业（1978年）。他对于昆虫细胞的组织培养获得了1978年国家科学技术重大成果奖，昆虫病毒的理论与应用研究于1991年被授予国家自然科学奖二等奖。

## 社会任职
曾历任武汉大学生物系主任、教务长、理学院副院长以及副校长，1956年后兼任中国科学院武汉分院副院长、中南微生物研究所所长、武汉病毒研究所所长和名誉所长、中国微生物学会副理事长、病毒专业委员会主任委员，湖北省及武汉市微生物学会理事长、名誉理事长。

## 家庭
父亲是一位能接受新思想的学者，曾在家乡创立陶庄学校。
有兄姐三人，他是幼子。